# Phthorima rugosa
Phthorima rugosa là một loài tò vò trong họ Ichneumonidae.